# World Series 1905
Le World Series 1905 sono state la seconda edizione della serie di finale della Major League Baseball al meglio delle sette partite tra i campioni della National League (NL) 1905, i New York Giants e quelli della American League (AL), i Philadelphia Athletics.
Ognuna delle cinque partite fu uno shutout. Tre di questi, nell'arco di sei giorni, furono lancianti e vinti da Christy Mathewson, lanciatore venticinquenne dei Giants, che facendo ciò ascese a stella di prima grandezza.

## Sommario
New York ha vinto la serie, 4-1.
| Gara | Data       | Punteggio                                       | Stadio        | Tempo | Pubblico |
| ---- | ---------- | ----------------------------------------------- | ------------- | ----- | -------- |
| 1    | 9 ottobre  | New York Giants – 3, Philadelphia Athletics – 0 | Columbia Park | 1:46  | 17.955   |
| 2    | 10 ottobre | Philadelphia Athletics – 3, New York Giants – 0 | Polo Grounds  | 1:55  | 24.992   |
| 3    | 12 ottobre | New York Giants – 9, Philadelphia Athletics – 0 | Columbia Park | 1:55  | 10.991   |
| 4    | 13 ottobre | Philadelphia Athletics – 0, New York Giants – 1 | Polo Grounds  | 1:55  | 13.598   |
| 5    | 14 ottobre | Philadelphia Athletics – 0, New York Giants – 2 | Polo Grounds  | 1:35  | 24.187   |

## Hall of Famer coinvolti
- Umpire: Hank O'Day
- Giants: John McGraw (man.), Roger Bresnahan, Christy Mathewson, Joe McGinnity.
- Athletics: Connie Mack (man.), Chief Bender, Eddie Plank, Rube Waddell (non sceso in campo).